# كاميرون ميتشيل
كاميرون ميتشيل (بالإنجليزية: Cameron Mitchell)‏ (و. 1918 – 1994 م) هو ممثل، وممثل مسرحي، وممثل تلفزيوني، من الولايات المتحدة الأمريكية، ولد في بنسيلفانيا، توفي عن عمر يناهز 76 عاماً بسبب سرطان الرئة.

## جوائز
حصل على جوائز منها:
- جائزة المسرح العالمي (1949).[4]

## وصلات خارجية
- كاميرون ميتشيل على موقع IMDb (الإنجليزية)
- كاميرون ميتشيل على موقع ألو سيني (الفرنسية)
- كاميرون ميتشيل على موقع تيرنر كلاسيك موفيز (الإنجليزية)
- كاميرون ميتشيل على موقع أول موفي (الإنجليزية)
- كاميرون ميتشيل على موقع قاعدة بيانات برودواي على الإنترنت (الإنجليزية)
- كاميرون ميتشيل على موقع قاعدة بيانات الأفلام السويدية (السويدية)
- كاميرون ميتشيل على موقع إن إن دي بي (الإنجليزية)
- كاميرون ميتشيل على موقع قاعدة بيانات الفيلم (الإنجليزية)
- كاميرون ميتشيل على موقع كينوبويسك (الروسية)